# 톈진 협약
톈진 협약(Tientsin Accord) 또는 리-푸르니에 협약(Li–Fournier Convention)은 1884년 5월 11일 통킹(북베트남)에 대한 종주권을 둘러싸고 벌어진 선전포고를 하지 않은 전쟁을 끝내기 위해 프랑스와 청나라 사이에 합의된 협약이다. 이 회담을 위해 청나라에서는 리홍장이, 프랑스에서는 프랑수아 에르네 푸르니에 함장이 나섰다. 이 협약은 프랑스와 중국 간의 교역과 상거래의 세부 사항을 정하고, 포괄적인 조약을 맺을 대가로 통킹으로부터 청나라 군의 철수를 제공했으며 베트남과의 국경 분쟁을 진정시켰다.

## 배경

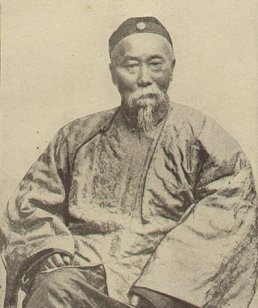
리홍장

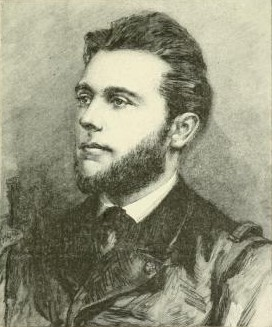
프랑수아 에르네 프루니에

통킹을 속령으로 삼으려는 프랑스의 침략에 청나라가 맞서자 1883년 말에 결국 선전포고 없는 전쟁이 일어났다. 청나라군은 선떠이 전투(1883년 12월) 동안 유영복의 흑기군과 함께 싸웠다. 쿠르베 제독이 선떠이를 점령하면서 프랑스의 통킹 정복을 위한 길을 열었지만, 프랑스는 이제 흑기군뿐만 아니라 청나라의 공세에도 대응해야 했다. 청나라를 설득해 통킹에서 군대를 철수시키라는 외교적 노력에 지친 프랑스 정부는 샤를 밀로 장군으로 하여금 박닌의 성채를 공격하게 했다. 이곳은 1882년 이후 청나라 광서군에 의해 점령된 곳이었다. 1884년 3월, 박닌 원정을 통해 밀로 장군은 박닌을 함락하고, 청나라를 패주시켰다.
박닌에서 청나라의 패배는 선떠이의 함락으로 이어졌고, 청나라 조정 내 온건파의 입지를 강화시켰고, 프랑스와의 전면전을 주장하던 장지동이 주도하는 강경 청류파들의 입지를 일시적으로 실추시켰다. 게다가 1884년 봄에는 프랑스가 흥화와 타이응우옌의 함락을 성공시켰고, 이것은 서태후에게 청나라가 수용해야 한다는 것을 납득시켰으며, 5월 프랑스와 청나라 사이에 합의가 이루어졌다.
협상은 톈진에서 진행되었다. 온건파 지도자인 리홍장은 청나라를 대표했고, 프랑스는 순양함 볼타(Volta)의 사령관인 프랑수아 에르네 푸르니에가 프랑스를 대표했다.
1884년 5월 11일에 체결된 톈진 협약은 프랑스와 청나라 간의 무역과 교역에 관한 세부 사항을 해결하고, 베트남과의 국경 분쟁의 경계를 설정하는 포괄적인 조약이었다. 또한 그 대가로 통킹에서 청나라 군대를 철수시켜야 한다는 내용이었다.

## 내용
협정의 원본 프랑스어를 영어로 번역한 내용은 다음과 같다.
제1조 : 프랑스는 통킹과 경계를 접하는 청나라 남부 변경에서 어떠한 상황에서, 어떠한 국가의 침략에서도 보호하고, 존중할 것을 약속한다.
제2조 : 청나라는 남부 국경의 온전함과 안전에 관해 프랑스와 합의된 좋은 이웃에 대한 공식적인 보증으로 다음을 수행한다. (1) 통킹과 청나라 남부 국경에서 즉각 철군할 것, 그리고 (2) 현재와 미래에, 조약은 프랑스와 후에 조정(베트남)에서 직접 체결될 것을 존중한다.
제3조 : 청나라 정부의 화해적 태도를 인지하고, 이 협약의 협상 당사자 이홍장의 애국적 지혜에 찬사를 표하며, 프랑스는 청나라로부터의 배상금 요구를 포기한다. 그 대가로 청나라는 통킹과 접하고 있는 남부 국경 전역에서 안남과 프랑스, 청나라 사이에 오가는 상품에 대해 통상조약에서 규정된 무료 통관을 허용해 줄 것을 보증한다. 통상 조약에 의해 규정될 것이며, 청나라 협상자들과 프랑스 상거래에 가장 유리한 조건 하에서, 가장 유리한 조건으로 화해의 정신을 도출해야 한다.
제4조 : 프랑스 정부는 안남과 곧 체결할 최종 조약의 초안 작성에 있어 청나라의 위엄을 거스리는 표현을 사용하지 않는다. 통킹을 존중하는 기존 조약들은 폐지한다.
제5조 : 이 협약이 서명되자마자 양국 정부는 전권대사를 지명한다. 전권대사는 3개월 후에 만나 위 조항을 기반으로 조약의 세부 사항을 해결하기 위해 만날 것이다.
외교적 준용에 따라, 프랑스어 판본은 구속력을 가진다.
1884년 5월 11일(광서 10년 4월 17일), 텐진에서 4부(프랑스어 2부, 중국어 2부)로 각 전권대사가 서명하고 공식 직인을 찍는다.
각 전권대사는 문서의 사본을 하나씩 보유한다.
서명 : 리홍장. 서명 : 푸르니에르

## 결과
1884년 6월 6일, 텐진 협약 제4조에 의해 프랑스는 베트남과의 새로운 조약(〈후에 조약〉)을 체결하였다. 이 조약은 베트남과 안남에 대해 프랑스 보호령으로 제공하고 프랑스가 두 영토에 군대를 주둔하고, 주요 도시에 주민들을 정착하도록 허용했다.
1883년 8월의 징벌적 〈아르망 조약〉을 대체한 조약의 서명에는 중요한 상징적 몸짓이 수반되었다. 수십 년 전 베트남 자롱 황제가 청나라 황제에게 바친 옥새를 프랑스와 베트남 전권대사의 입회 하에 녹였다. 이것은 베트남과 청나라과의 전통적 관계 포기를 상징하는 조치였던 것이다.
이론상, 톈진 협약으로 통킹에서의 프랑스와 청나라 사이의 갈등은 결론이 났다. 그러나 푸르니에는 전문 외교관이 아니었으며, 계약에는 여러 가지 결말이 있었다. 결정적으로, 청나라 군대가 통킹에서 철수하는데 필요한 기한을 명시적으로 밝히지 않았다. 프랑스는 즉각 병력 철수를 해야한다고 주장한 반면, 청나라는 철수는 포괄적 조약의 결론에 따라 결정되었다고 주장했다. 실제로, 청나라의 입장은 협정 이후의 조건을 적용할 의사가 없거나, 무능력을 정당화하기 위해 사후 합리화였다. 이 협정은 청나라 내부에서 큰 발발을 샀다. 강경파들은 리홍장의 탄핵을 요구했고, 그의 정적들은 통킹의 청나라군에게 위치를 지키고 있어라는 명령에 흥미를 느꼈다.
1884년 6월 23일, 박레 근처에서 프랑스군과 청나라군 사이에 일어난 유혈 충돌로 양국은 새로운 위기에 빠졌다. 박러 매복 작전에 대한 배상금을 거부한 청나라의 태도는 1884년 8월 23일에 청불 전쟁의 발발로 이어졌다.

## 같이 보기
- 청불 전쟁

## 참고 문헌
- Billot, A., L'affaire du Tonkin: histoire diplomatique du l’établissement de notre protectorat sur l’Annam et de notre conflit avec la Chine, 1882–1885, par un diplomate (Paris, 1888)
- Eastman, L., Throne and Mandarins: China's Search for a Policy during the Sino-French Controversy (Stanford, 1984)
- Thomazi, A., La conquête de l'Indochine (Paris, 1934)